# Осинник (заказник)
Осинник — ентомологічний заказник місцевого значення. Об'єкт розташований на території Дворічанської селищної громади Куп'янського району Харківської області, біля с. Бологівка.
Площа — 20 га, статус отриманий у 1984 році.
Охороняється ділянка різнотравно-типчаково-ковилового степу та чагарникової рослинності у верхів'ї балки. Тут трапляються рідкісні види комах, занесені до Червоної книги України: дибка степова, вусач-коренеїд хрестоносець, синявець римнус, совка сокиркова, каптурниця. Також поширені корисні комахи-запилювачі сільськогосподарських культур.